# Jabiru mycteria
El jabirú, tuyuyú o jabirú americano (Jabiru mycteria) es una especie de ave ciconiforme de la familia Ciconiidae; es la mayor cigüeña del Nuevo Mundo. Con una altura de 120-140 cm y una envergadura (alas desplegadas) de 3 metros, es una ave inconfundible de los humedales americanos desde Yucatán, pasando por Guatemala, Honduras, Nicaragua, Costa Rica, Panamá, Colombia, Venezuela, Ecuador, Guyana, Surinam, Perú, Brasil, Bolivia y Paraguay hasta la pampa argentina, siendo abundante en zonas como los llanos venezolanos, el Pantanal o el Iberá. El nombre de esta ave proviene del idioma guaraní.
Se parece bastante a su pariente, el marabú africano, pero a diferencia de este no come cadáveres aunque sea carnívoro, prefiere pescar dentro del agua. No es un ave sociable. Se le encuentra en solitario; las parejas construyen nidos voluminosos sobre grandes árboles, con puestas de 2 a 4 huevos.
Es el ave voladora más alta de Centro y Sudamérica, y la segunda del continente en envergadura superada por el cóndor andino (Vultur gryphus).
En Colombia y Venezuela se le conoce como garzón soldado y en Costa Rica es conocido como galán sin ventura.

## Etimología
Su nombre proviene del idioma guaraní y significa “cuello hinchado”, en referencia a su capacidad de inflar a voluntad los sacos aéreos subcutáneos ubicados en el cuello. En la zona norte de Argentina y en Paraguay recibe varios nombres populares como "Tuyuyú coral" o "Tuyuyú cuartelero".

## Características
Es un ave muda, no tiene voces ni cantos y se comunica mediante golpeteos del pico.
La pareja vive unida de por vida. Año tras año a fines del otoño, vuelven a su enorme nido ubicado en lo más alto de un árbol o palmera para criar tres o cuatro pichones, los cuales incubarán por turnos la hembra y el macho.
Vive cerca de lagunas y ríos, se alimenta de gran cantidad de peces, moluscos y anfibios, ocasionalmente también come reptiles y pequeños mamíferos.
Construye su nido en la cima de los árboles más altos.